# Akot
Akot è una città dell'India di 80.796 abitanti, situata nel distretto di Akola, nello stato federato del Maharashtra. In base al numero di abitanti la città rientra nella classe II (da 50.000 a 99.999 persone).

## Geografia fisica
La città è situata a 21° 5' 47 N e 77° 3' 31 E e ha un'altitudine di 344 m s.l.m..

## Società

### Evoluzione demografica
Al censimento del 2001 la popolazione di Akot assommava a 80.796 persone, delle quali 41.826 maschi e 38.970 femmine. I bambini di età inferiore o uguale ai sei anni assommavano a 11.761, dei quali 6.100 maschi e 5.661 femmine. Infine, coloro che erano in grado di saper almeno leggere e scrivere erano 57.219, dei quali 31.271 maschi e 25.948 femmine.